# 玛加丽塔·马赫涅娃
玛加丽塔·格里戈里耶芙娜·马赫涅娃（1992年2月13日—），旧姓季什克维奇（Цішкевіч），白俄罗斯女子皮划艇运动员，2016年夏季奥林匹克运动会女子四人皮艇500米铜牌得主、2020年夏季奥林匹克运动会女子四人皮艇500米银牌得主。